# Jošanica
Jošanica (serbisches-kyrillisch: Јошаница) ist ein Dorf in Serbien. In der Siedlung gibt es Mineralwasserquellen, weshalb die Siedlung auch als Banja Jošanica bekannt ist.

## Geographie
Das Dorf befindet sich in der geographischen Region Banja, in der Opština Sokobanja, im Okrug Zaječar, im Osten von Serbien. 
Jošanica liegt am nördlichen Ende einer Reihe von Dörfern, die am westlichen Rand des Banja-Beckens liegen. Östlich von Jošanica beginnt eine neue Reihe von Dörfern, die unter dem Kalkstein-Trennabschnitt, der westlichen Ausläufer des Gebirges Rtanj aufgereiht sind. Auf dem Dorfgebiet befinden sich auch die östlichen Hänge des Gebirges Bukovik. 
Das Dorf liegt im Tal des Flusses Jošanička Reka. Der mittlere und Hauptteil des Dorfes liegt in der Talsohle auf der untersten Flussterrasse. Im Dorf existieren einige Quellen und Brunnen. Die wichtigsten davon sind: Nedeljica, Savin Kladenac, Tomićeva Česma, die neue Todosijina Česma bei der Kirche und der Brunnen in der Livadica. 
In der Nähe der Kirche gibt es auch Thermalquellen. Sie liegen genau am Schnittpunkt der Trennlinie, die am westlichen Rand des Banja-Beckens und am südlichen Rand des Rtanj-Massivs, verläuft auf kleinem Raum, auf einer üppigen Wiese, in einem schön hergerichteten Landschaftspark. Das Wasser tritt durch fünf Quellen aus der Tiefe zutage und vermischt sich dort mit kaltem Flusswasser, weshalb die tatsächliche Temperatur des Thermalwassers nicht ermittelt werden kann. Die Heilquellen werden zur Behandlung von Nierenerkrankungen, Harnwegserkrankungen, Magenerkrankungen, Hauterkrankungen usw. verwendet.
Jošanica liegt durchschnittlich auf einer Höhenlage von 445 m über dem Meeresspiegel. Von der Dorfmitte aus steigen die Häuser an den Seiten des Flusstals bis zu der höchsten Flussterrasse hinauf. Die Häuser der Familie Petrović auf der linken Seite des Flusses und die Häuser der Familie Crnogorci auf der rechten Seite steigen bis zu einer Höhe von 520 Metern an. 
Die stärksten Winde im Dorf sind der Nordwind und die Košava (Südwind). Nordwestlich in der Nähe des Dorfes befindet sich der Picknickplatz Vrelo (Vrelce) und ist etwa 6,5 km entfernt. Er liegt am Fuße des Bukovik in einer Wald- und Wiesenlandschaft und ist für seine heißen und kalten Mineralwasserquellen bekannt.
Von Jošanica, das 15 km nordwestlich der Gemeindehauptstadt gelegen ist, führt eine recht gut ausgebaute Straße, hinunter zur Hauptstraße, die Sokobanja mit Knjaževac verbindet. Am fünften Kilometer westlich von Sokobanja, am bekannten Brunnen Trebička česma, zweigt die Straße zum weniger bekannten, aber sehr bedeutenden, malerischen Kurort Jošanica ab.
Außerdem verläuft durch den Ort der Weg „Jerski Put“, der am westlichen Rand des Banja-Beckens entlangführt. Es wird von den Einheimischen genutzt, um über die Lokalität Lukavica nach Crna Reka zu reisen. Wichtig ist auch die Landstraße, die Jošanica, mit Vrmdža und anderen Dörfern im Osten verbindet.

## Dorftypus
Jošanica ist ein kompaktes Dorf. Besonders dicht gedrängt stehen die Häuser in der Dorfmitte, neben dem Fluss Jošanička Reka, wo sich das Dorfrathaus, die Taverne und die Geschäfte befinden. 
Je höher das Dorf die Talhänge hinaufklettert, desto spärlicher sind die Häuser. Beispielsweise liegen die Häuser der Familie Petrović in Raskrsje und die Häuser der Familie Crnogorci, unterhalb von Ciganska Poljana, ziemlich weit voneinander entfernt. 
Das Dorf ist nicht in kleine Dorfteile aufgeteilt, sondern die einzelnen Häusergruppen sind nach größeren Familien benannt, wie etwa: Petrovići, Kosovljani, Zarići usw. 
Der Weiler Crvena, gelegen am Zusammenfluss der Flüsse Crvena Reka und Jošanička Reka, ist vom Dorf getrennt. In Crvena gibt es hauptsächlich Häuser, die der Familie Momčilović gehören.
Die Einheimischen betreiben Ackerbau und Viehzucht, ihre Hauptbeschäftigung ist jedoch die Landwirtschaft. 
Rund um das Dorf gibt es große landwirtschaftlich genutzte Areale, neben dem Fluss Jošanička Reka, und unterhalb sowie oberhalb des Dorfes. 
Die Flurnamen in denen sich die Ackerflächen befinden, tragen folgende Bezeichnungen: Jošje, Cerovac, Glavčina, Selište, Slatina, Prince, Krušje usw. Die Felder unterhalb des Dorfes am Fluss sind sehr fruchtbar, während die oberhalb des Dorfes wesentlich karger sind. 
Überall gibt es Viehpferche oberhalb der Dorfes und der Felder. Die meisten davon gibt es auf den Lokalitäten Redište und Pažarak, wo sich auch der Dorfwald und die größte Dorfweide befinden.

## Bevölkerung
Das Dorf hatte 2022 eine Einwohnerzahl von 499, während es 2011 noch 690 waren, nach den letzten drei Bevölkerungsstatistiken fällt die Einwohnerzahl weiter. Die Bevölkerung stellen Serben.

### Demographie
| Jahr | Einwohnerzahl |
| ---- | ------------- |
| 1948 | 1.587         |
| 1953 | 1.573         |
| 1961 | 1.588         |
| 1971 | 1.654         |
| 1981 | 1.595         |
| 1991 | 1.422         |
| 2002 | 898           |
| 2011 | 690           |
| 2022 | 499           |

## Geschichte
Das Dorf wechselte recht häufig seinen Standort und bewegte sich größtenteils entlang des Flusses. Angenommen wird, dass es zuerst in Bratiselac lag, dann im Kozji Grb, in Crvena, in Jošje, und erst von Jošje an seinen heutigen Standort zog. Der Name des Dorfes soll von der Lokalität, Jošje, herstammen, in der sich das Dorf einst befand.
Nestor aus der Familie der Petrović, baute am heutigen Dorfstandort, die ersten Häuser, eines in der Nähe des heutigen Dorfrathauses und das andere an der Kreuzung auf der linken Seite des Flusses. Das Dorf wuchs durch Bevölkerungswachstum und noch mehr durch die Einwanderung neuer Familien. 
Im südlichen Dorfteil steht, neben der neuen Kirche Hl. Großmärtyrer Dimitri, auch die kleinere alte, Mariä-Entschlafens-Kirche. 
Angenommen wird, dass die Mariä-Entschlafens-Kirche im 14. Jahrhundert (nach anderen Angaben stamme die Kirche aus dem 11. Jahrhundert, da sie einige gleiche Baumerkmale aufweist, wie die bekannte Petrova crkva, nahe Novi Pazar), erbaut wurde.
Während des ersten serbischen Aufstands, sollen die Türken das Gotteshaus in Brand gesteckt haben, sodass die Hälfte niederbrannte und die andere Hälfte von den Dorfbewohnern gerettet werden konnte. Um die Rettung der Kirche hatte sich ein gewisser Matej, ein Gefolgsmann des Heiducken Veljko Petrović, besonders verdient gemacht. 
Oberhalb der Kirche wurden gemauerte Wasserleitungen gefunden. Im Dorf geht man davon aus, dass diese Wasserleitungen, aus der türkischen Zeit stammen, da sie am Standort Čadačište gefunden worden, wo sich der Čardak des türkischen Subaša (Vorsteher eines Dorfes), befunden haben soll. 
An der Dorfkreuzung wurden beim Sandgraben durch die Dorfbewohner, viele Skelette gefunden, die hier Begrabenen sollen im Kampf gegen die Türken umgekommen sein, denn als die Türken das Kloster Lapušnja beim Dorf Lukovo in der Opština Boljevac, zerstörten und nach Soko Banja aufbrachen, stießen sie an der Wegkreuzung mit den serbischen Truppen zusammen und die hier Begrabenen kamen in dieser Schlacht ums Leben.
Von 1899 bis 1900 wurde die Kirche Hl. Großmärtyrer Dimitri erbaut. Das Kirchengebäude wurde im Jahr 1900, vom damaligen Bischof der Eparchie Timok, Melentije, feierlich eingeweiht. Unweit dieser Kirchen befindet sich auch der serbisch-orthodoxe Dorffriedhof. 
Im nördlichen Dorfgebiet steht die Grundschule (Osnovna Škola Mitropolit Mihailo), benannt nach dem Belgrader Metropoliten, Mihailo (der aus Sokobanja stammte).

## Religion
Die Bevölkerung von Jošanica bekennt sich zur Serbisch-orthodoxen Kirche. Im Dorf stehen drei Kirchen. 
Die ältere und kleinere Mariä-Entschlafens-Kirche (geweiht dem Mariä-Entschlafen) und die größere Kirche Hl. Großmärtyrer Dimitri (geweiht dem Hl. Großmärtyrer Dimitri) stehen im gleichen Kirchenhof. Nahe der Kirchen steht das alte Pfarrhaus, in dem sich eine kleine örtliche Museumsausstellung, befindet.
Etwas östlich des Dorfes, steht umgeben von Natur, die dritte Kirche des Dorfes. Diese kleine Kirche Hl. Großmärtyrer Zar Lazar ist dem Hl. Zaren Lazar geweiht. 
Diese Kirchen gehören zur Pfarrei Jošanica im Dekanat Sokobanja der Eparchie Timok der serbisch-orthodoxen Kirche.

## Banja Jošanica und Dorftourismus
Die Nutzung des Thermalmineralwassers von Banja Jošanica hat eine lange Geschichte. Materielle Spuren belegen, dass sie bereits von den alten Römern genutzt wurden. Die Türken zerstörten die Kuranlagen bei ihrem Rückzug bis auf die Grundmauern, sodass diese lange Zeit unentdeckt und unbekannt blieben. 
An der Stelle des alten türkischen Badehauses (Hamam), wurde von 1905 bis 1908 von den Dorfbewohnern, ein neues Kurhaus erbaut. Ein darin vorhandenes Schwimmbecken, etwa 3 Quadratmeter groß, ist betoniert und überdacht.
Mit der umfassenden Sanierung der Kuranlagen und Fassung der Quellen wurde 1969, im sozialistischen Jugoslawien begonnen. Damals besuchten 2.689 Menschen den Kurort. Im Ort existieren die zwei Restaurants „Jošanica“ und „Veljković“ sowie der Ethno-Haushalt der Familie Lazić.
Neben der gesundheitsfördernden und heilenden Wirkung ist auch die Stärkung der touristischen Funktion von entscheidender Bedeutung. Jošanica verfügt über ein enormes, aber ungenutztes natürliches Potenzial und seine außergewöhnliche geografische Lage und gute Verkehrsanbindung bieten hervorragende Möglichkeiten für die Entwicklung verschiedener Formen des Tourismus. Die Aussichten für die Entwicklung des Tourismus in Jošanica sind weitaus größer als deren derzeitige Nutzung im Ort vermutet.
Eine Analyse des natürlichen Potenzials von Banja Jošanica ergab, dass es dort thermomineralische Quellen, günstige klimatische Eigenschaften und Heilschlamm (Peloid) gibt. Auf Grundlage dieser Elemente entwickelte sich der Gesundheitstourismus, der heute die dominierende Tourismusform in diesem Kurort darstellt. Die dort vor allem angewendeten therapeutischen Behandlungen sind: Balneotherapie und Peloidtherapie.
Die Umgebung von Jošanica ist reich an Wäldern und in dieser unberührten Natur, gibt es eine große Anzahl an kurvenreichen Waldstraßen und Wanderwegen. 

## Galerie

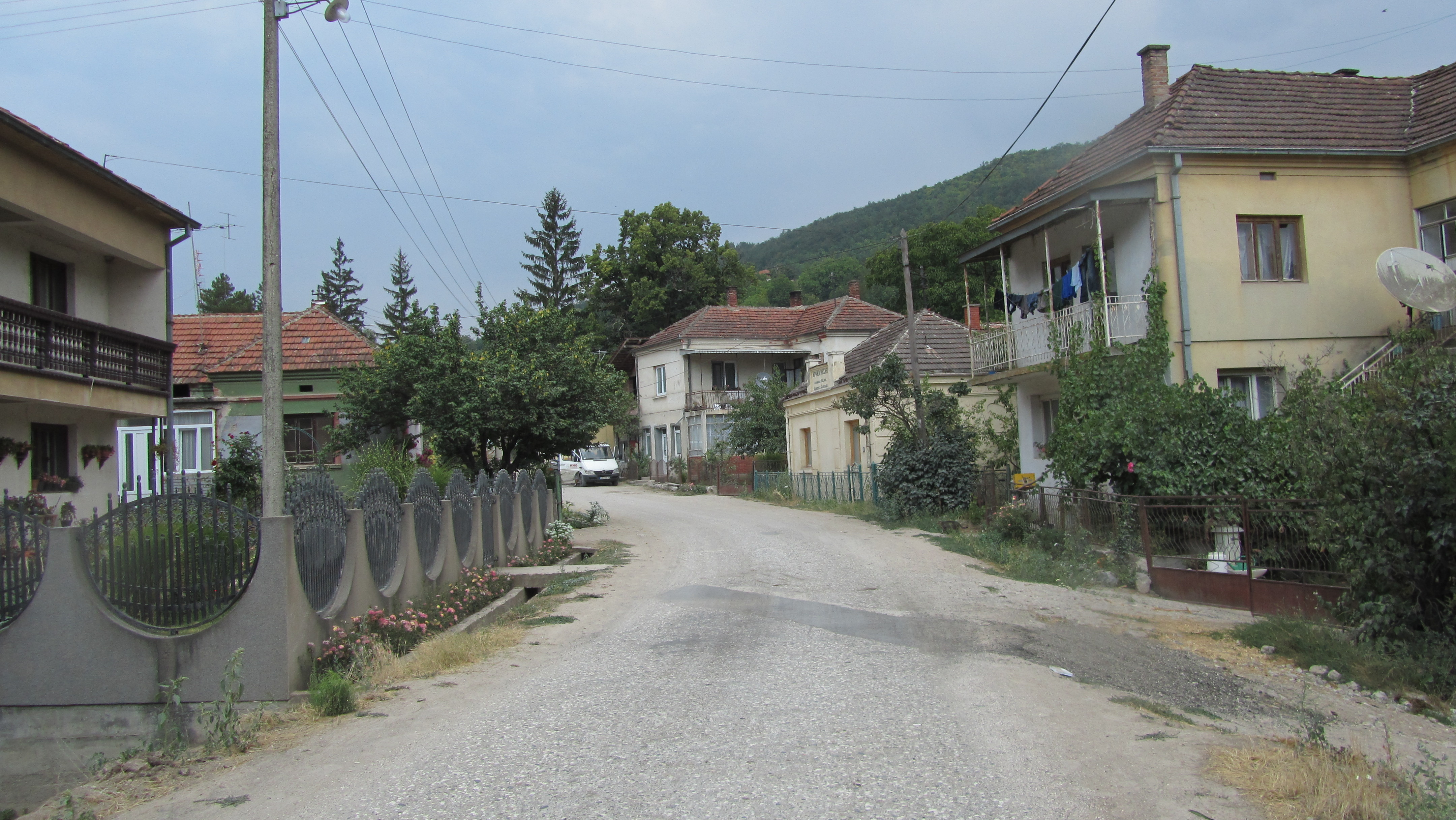
Blick auf Häuser an der Dorfhauptstraße
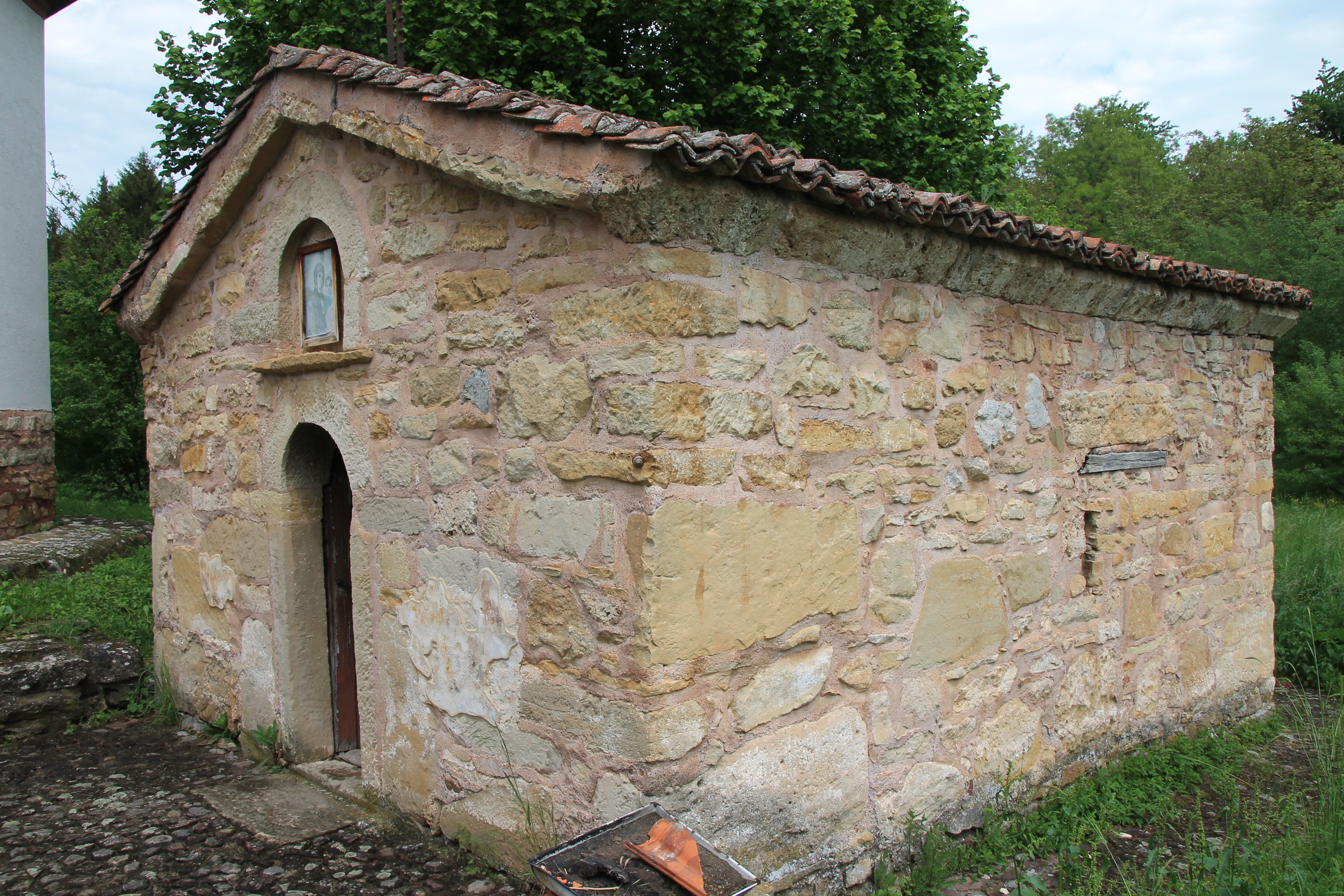
Die alte Mariä-Entschlafens-Kirche
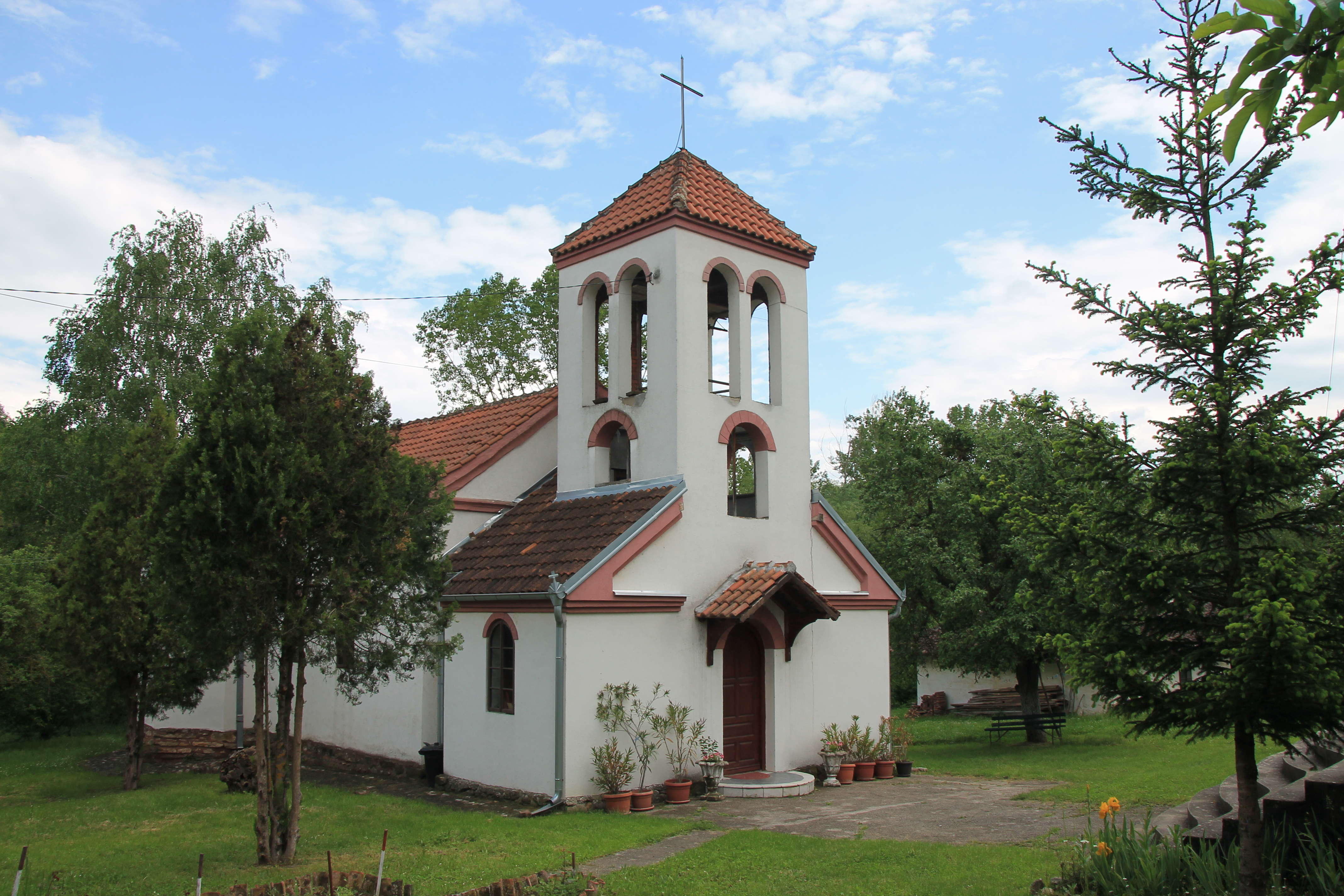
Die Pfarrkirche Hl. Dimitri im Ort
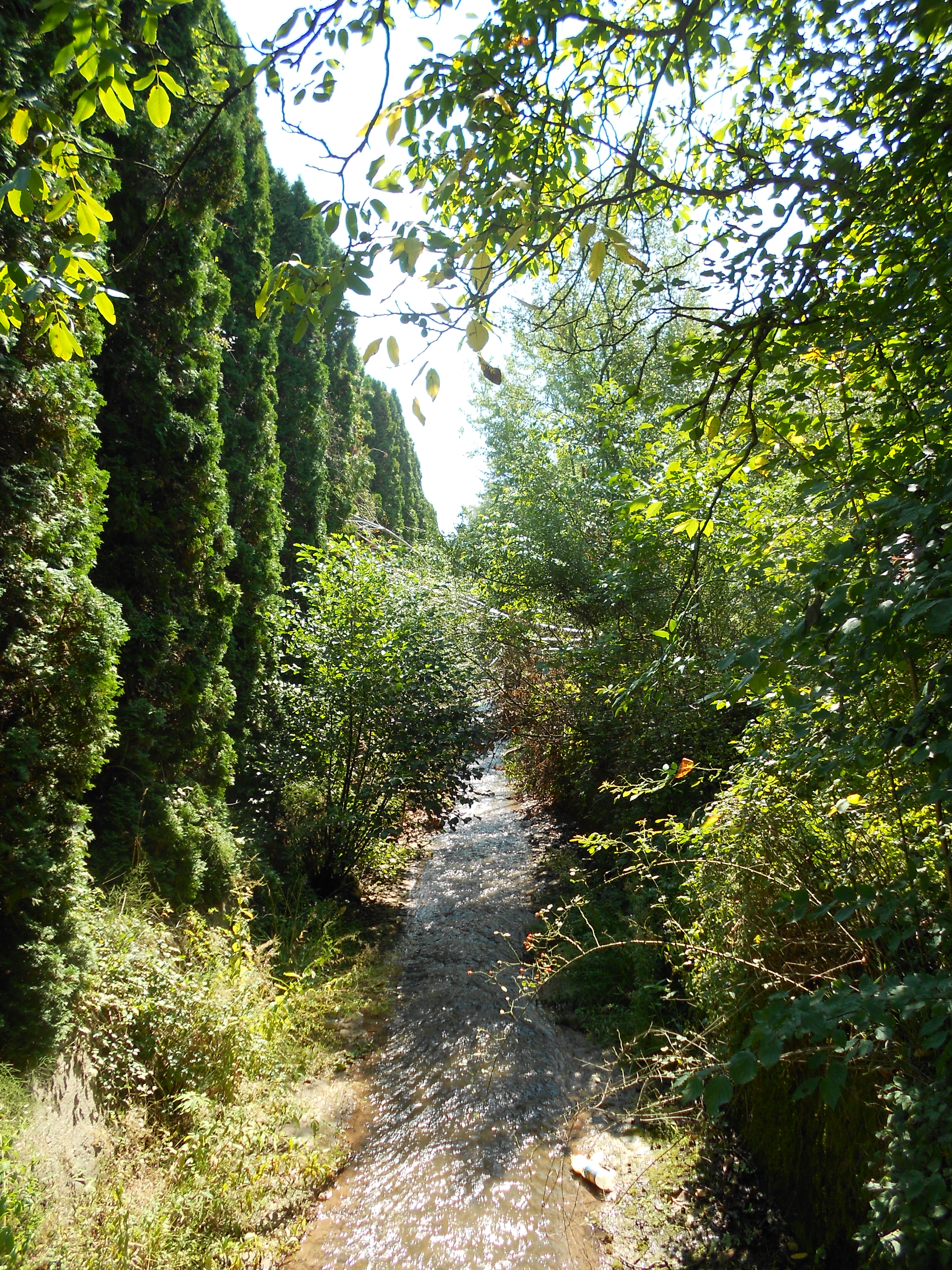
Fluss Jošanička Reka
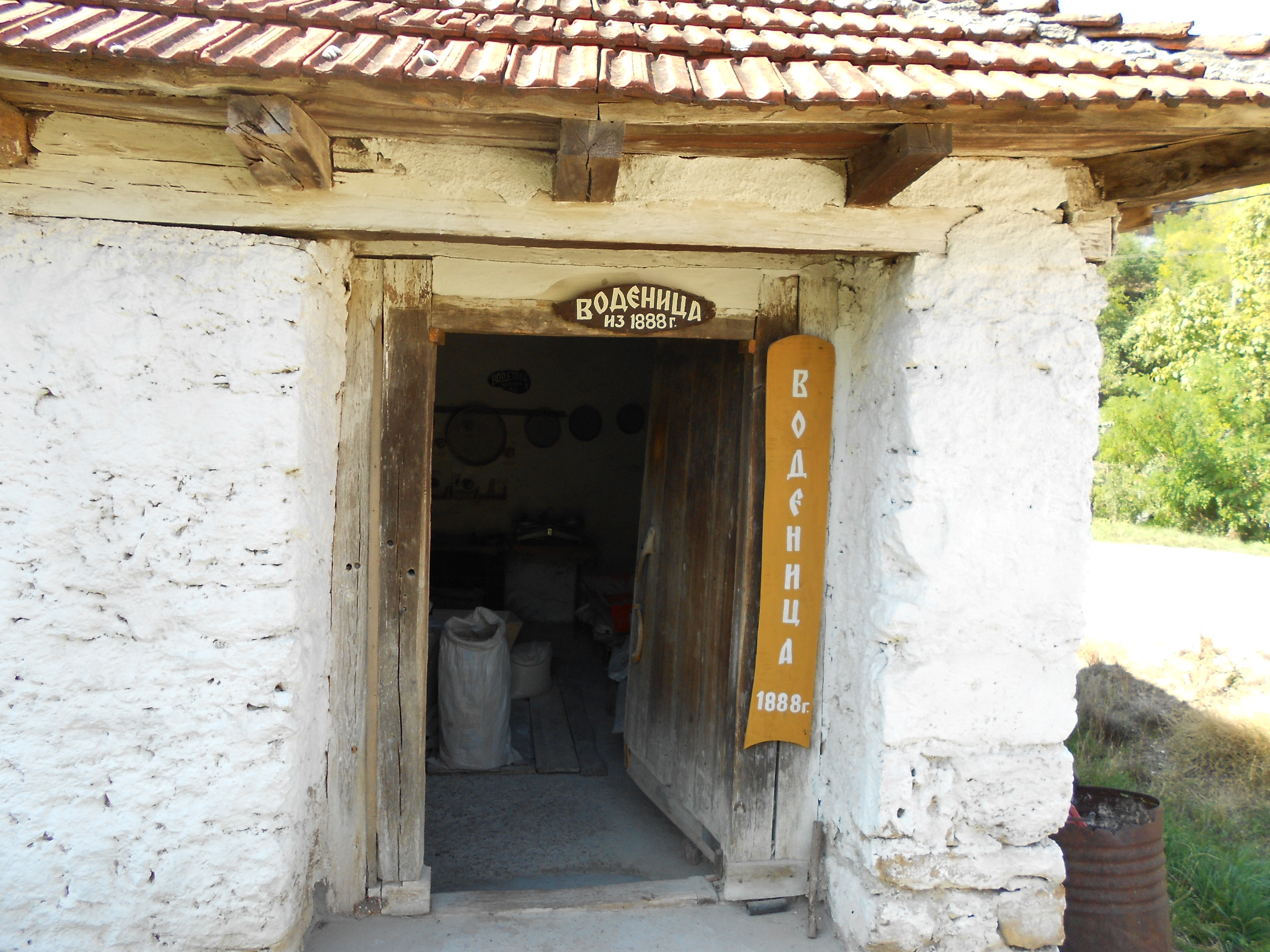
Alte Wassermühle der Familie Lazić (aus dem Jahre 1888)
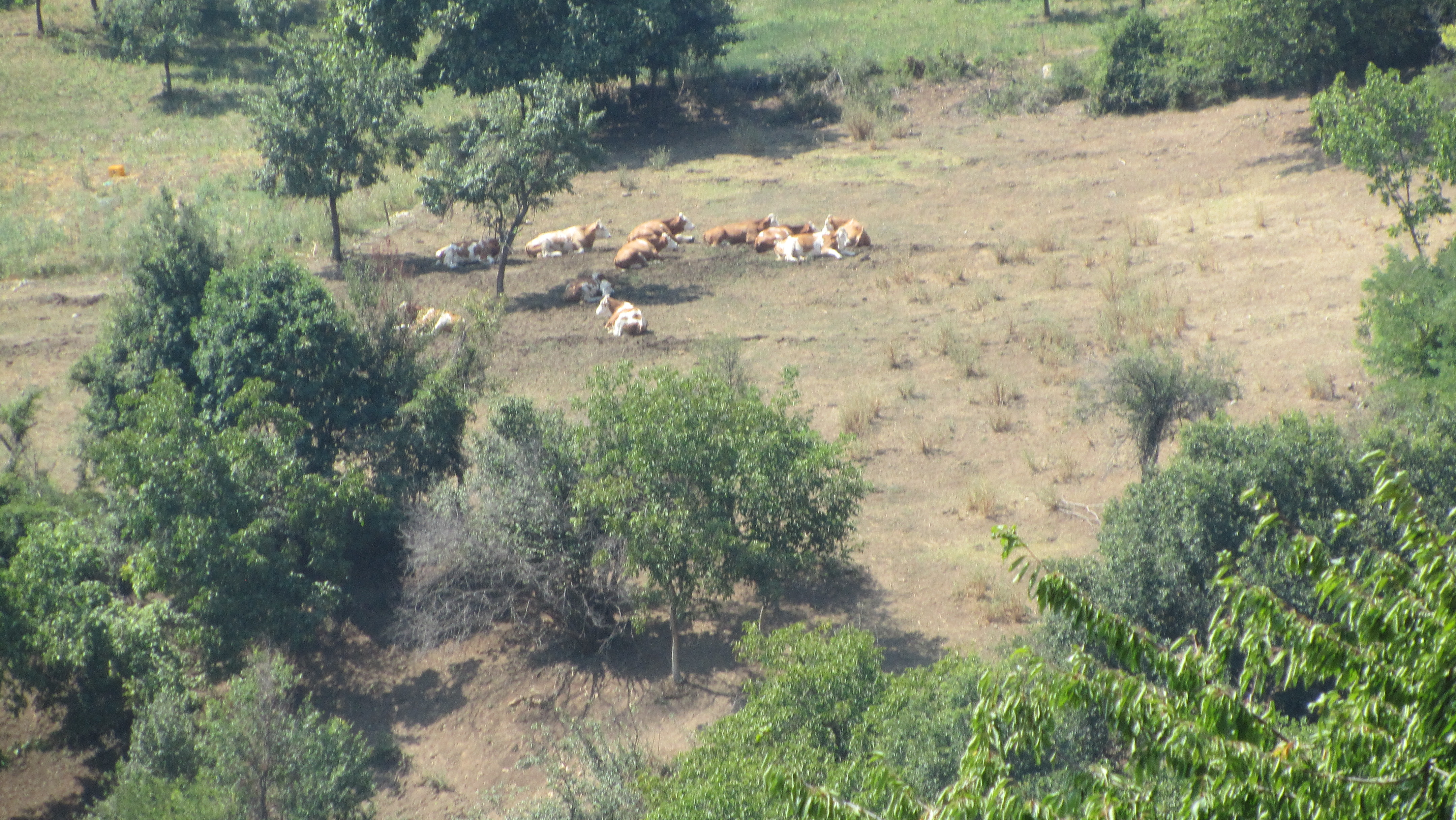
Herde von Kühen im Ort
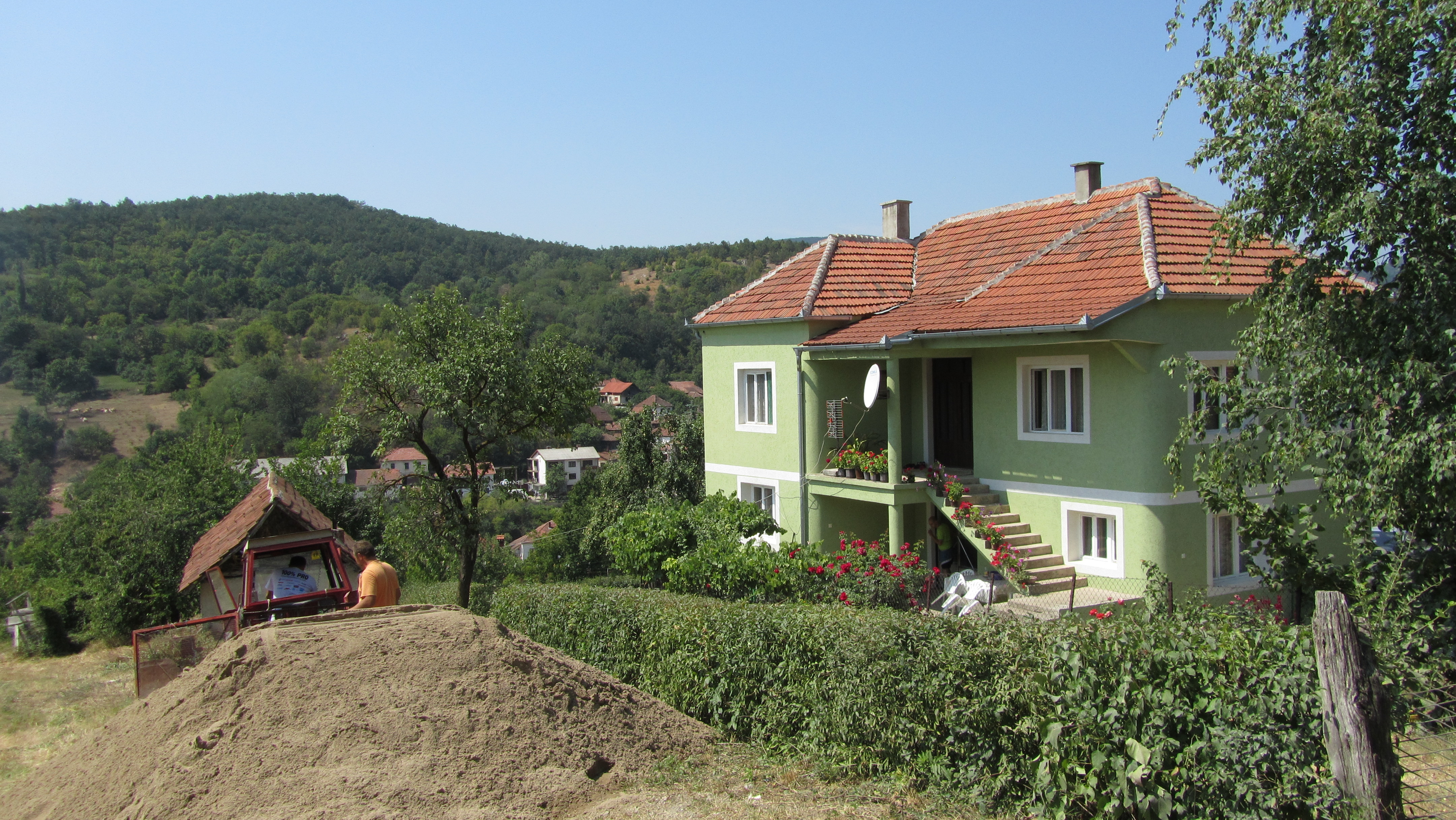
Ein neues Haus im Dorf
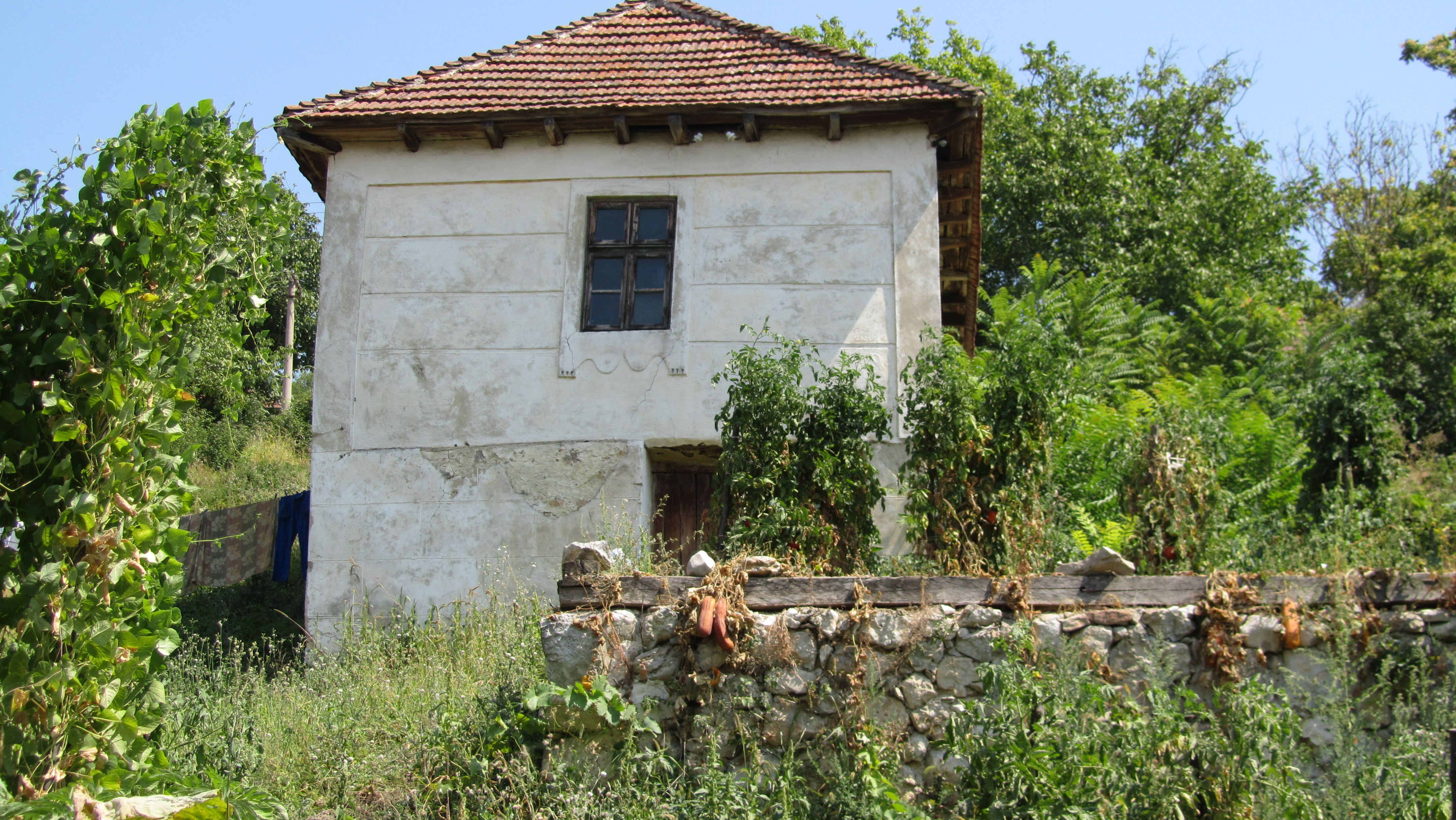
Ein altes Dorfhaus